# 10269 Tusi
10269 Tusi este un asteroid din centura principală de asteroizi.

## Descriere
10269 Tusi este un asteroid din centura principală de asteroizi. A fost descoperit pe 24 septembrie 1979 la Observatorul de Astrofizică din Crimeea de Nikolai Cernîh. El prezintă o orbită caracterizată de o semiaxă mare de 3,15 ua, o excentricitate de 0,17 și o înclinație de 2,5° în raport cu ecliptica.